# Xestocephalus tasmaniensis
Xestocephalus tasmaniensis är en insektsart som beskrevs av Evans 1938. Xestocephalus tasmaniensis ingår i släktet Xestocephalus och familjen dvärgstritar. Inga underarter finns listade i Catalogue of Life.